# Steinberg Cubase
Cubase — серія комп'ютерних програм багатоканального зведення, що включають в себе MIDI-секвенсер і Аудіоредактор, створена німецькою фірмою Steinberg. Перша версія, що працювала на комп'ютері Atari ST, була запущена 1989 року.

## Функціонування
У програмі Cubase можна працювати з проєктами, що включають доріжки MIDI та аудіо, а також супутню інформацію, наприклад текст пісні. Програма дозволяє змікшувати всі треки у звуковий файл формату .wav, який можна, наприклад, записати на аудіодиск.
Слід зазначити, що хоча і стандарти MIDI і стандарти збереження аудіо інформації підтримують переважна більшість сучасних програм, імпортування чи експортування цілісного проєкту між Cubase та іншою подібною програмою багатоканального зведення, наприклад Logic Pro, Pro Tools, Digital Performer, або Cakewalk є проблематичним.
Починаючи з версій 1996-97 року, Cubase підтримує роботу з VST-плаґінами, що були розроблені тією ж фірмою Steinberg, і невдовзі стали стандартом для всіх програм багатоканального зведення.